# Samella Lewis
Samella Sanders Lewis (27 de fevereiro de 1923 - 27 de maio de 2022) foi uma artista visual e historiadora da arte americana. Ela trabalhou principalmente como gravadora e pintora. Ela foi chamada de "madrinha da arte afro-americana". Ela recebeu o Distinguished Artist Award pelo conjunto de sua obra da College Art Association (CAA) em 2021.
“A arte não é um luxo como muitos pensam – é uma necessidade. Ele documenta a história – ajuda a educar as pessoas e armazena conhecimento para as próximas gerações.” – Dra. Samella Lewis

## Início da vida
Samella Sanders nasceu, filha de Samuel Sanders e Rachel Taylor Sanders, em Nova Orleans, Louisiana, em 27 de fevereiro de 1923 e foi criada em Ponchatoula, Louisiana. Seu pai trabalhava como agricultor e a mãe em outros empregos trabalhava como doméstica. Amplamente exposta e colecionada como artista, Lewis era mais conhecida como historiadora, crítica e colecionadora de arte, especialmente arte afro-americana. Lewis completou quatro diplomas, cinco filmes, sete livros e um corpo substancial de obras de arte que receberam respeito da crítica. Ela se formou em arte na Dillard University em 1941, mas trocou Dillard pelo Hampton Institute na Virgínia, obtendo seu mestrado em 1947. Ela obteve seu bacharelado na Hampton University, depois completou seu mestrado e doutorado em história da arte e antropologia cultural na Ohio State University em 1951. Lewis foi a primeira mulher afro-americana a obter um doutorado em belas artes e história da arte.
Ao terminar seu doutorado, Lewis ensinou arte na Morgan State University. Lewis tornou-se a primeira presidente do Departamento de Belas Artes da Florida A&amp;M University em 1953; naquele mesmo ano, Lewis também se tornou a primeira afro-americana a convocar a Conferência Nacional de Artistas Afro-americanos realizada na Florida A&amp;M University. Ela foi professora na State University of New York, California State University, Long Beach, e no Scripps College em Claremont, Califórnia. Ela co-fundou, com Bernie Casey, a Contemporary Crafts Gallery em Los Angeles em 1970. Em 1973, ela atuou no comitê de seleção da exposição BLACKS: USA: 1973 realizada no New York Cultural Center.
O neto de Lewis é o artista e músico da Bay Area, Unity Lewis. Ele planeja criar uma versão contemporânea do catálogo Black Artists on Art de Samella Lewis, que apresentava artistas negros que não eram normalmente exibidos em galerias de arte convencionais e vendeu milhares de cópias. "Eu queria fazer uma cronologia de artistas afro-americanos e artistas de ascendência africana para documentar nossa história. Os historiadores não estavam fazendo isso. Achei melhor que os artistas fizessem de qualquer maneira, por meio de informações pictóricas e escritas... Era realmente sobre o movimento", Samella Lewis disse sobre o livro publicado em 1969 e 1971.
Lewis começou a colecionar arte em 1942. Ela colecionava principalmente arte da WPA e do Renascimento do Harlem.

## Carreira
Nas décadas de 1960 e 1970, o trabalho de Lewis, que inclui litografias, linogravuras e serigrafias, refletia a humanidade e a liberdade. Entre 1969 e 1970, Lewis e EJ Montgomery foram consultores para uma exposição "inovadora", criando consciência para a história da história e arte afro-americana.
Lewis foi a fundadora da International Review of African American Art em 1975. Em 1976, ela fundou o Museu de Arte Afro-Americana com um grupo de líderes artísticos, acadêmicos, empresariais e comunitários em Los Angeles, Califórnia. Esses fundadores tinham objetivos semelhantes, incluindo aumentar a conscientização do público sobre a arte afro-americana. Muitos indivíduos e corporações, como a Macy's, fizeram doações generosas ao museu. Lewis, como curadora sênior da equipe do museu, não apenas organizou um grande número de exposições, mas também desenvolveu diversas formas de educar o público sobre as artes afro-americanas. Em um artigo, ela discutiu as ideias de "arte da tradição" e argumentou que os museus tinham a responsabilidade de explorar as raízes africanas da arte afro-americana. O museu opera com doações no Baldwin Hills Crenshaw Plaza com funcionários e voluntários que se dedicam a apoiar o museu. Lewis certa vez mencionou uma "arte de inspiração" baseada nas experiências dos próprios afro-americanos. Lewis fundou três outros museus em Los Angeles, Califórnia.
Lewis era membro da NAACP e colecionadora de arte com sua coleção incluindo obras africanas, chinesas, asiáticas, sul-americanas e outras. Parte da arte que Lewis coletou foi transferida para o Instituto Hampton, agora Museu da Universidade.
Em 1984, ela produziu uma monografia sobre a artista Elizabeth Catlett, que havia sido uma das mentoras de Lewis na Dillard University.
Em 2012, as obras de Lewis foram exibidas ao lado de obras de arte selecionadas de sua coleção pessoal em Samella Lewis and the African American Experience na Louis Stern Fine Arts em West Hollywood, Califórnia. A exposição foi acompanhada por um catálogo colorido com texto da escritora e crítica de arte Suzanne Muchnic.
Em 2015, Unity Lewis e o empresário de arte Trevor Parham criaram The Legacy Exhibit, que apresentou três gerações de artistas plásticos negros, incluindo artistas contemporâneos, bem como alguns incluídos no original "Black Artists on Art". O show lançou seus esforços de recrutamento para 500 artistas negros americanos para participar dos volumes atualizados.

## Vida pessoal e morte
Lewis casou-se com o matemático Paul Gad Lewis em 1948 e tiveram dois filhos. Ele morreu em 2013. Ela morreu de insuficiência renal em um hospício em Torrance, Califórnia, em 27 de maio de 2022, aos 98 anos.

## Exposições
- 1969: Samella Lewis e George Clack, Galeria Brockman, Los Angeles
- 1980: Exposição individual, University Union Gallery, California Polytechnic State University, Pomona, Califórnia
- 1980: Exposição itinerante do Smithsonian Institution, Estados Unidos e Canadá
- 1981: Exposição individual, Pasadena City College, Pasadena, Califórnia
- 1981: Exposição individual, Universidade da Califórnia, San Diego
- 1984: Arte afro-americana em Atlanta, coleções públicas e corporativas, High Museum of Art, Atlanta, Geórgia
- 1984: Exposição individual, Museum of African American Art, Los Angeles, Califórnia
- 2011: Now Dig This!: Art and Black Los Angeles 1960–1980, Hammer Museum, Los Angeles, Califórnia[17]
- 2012: Samella Lewis e a experiência afro-americana, Louis Stern Fine Arts, West Hollywood, Califórnia

## Prêmios e reconhecimento
- 1962: Bolsa Fulbright para estudar a cultura asiática no Primeiro Instituto da Civilização Chinesa e na Universidade Tung Mai, Taiwan
- 1964-65: bolsista de pós-doutorado da National Defense Education Act na University of Southern California, estudando língua chinesa e civilização asiática
- 1995: Prêmio UNICEF para as Artes Visuais
- 1996-97: Nomeado Distinguished Scholar pelo Getty Center for the History of Art and Humanities
- 1993: Charles White Life Achievement Award
- 2003: Prêmio para quem Faz História
- 2004: Prêmio de Reconhecimento do Dia Especial por Contribuições Extraordinárias da Cidade de Nova Orleans
- 2005: Alumni Association Award da Ohio State University
- 2021: Prêmio de Artista Distinto pelo conjunto de sua obra da College Art Association[2]